# ميزان (شهر)
ميزان هو الشهر السابع في التقويم الهجري الشمسي ويتكوّن من 30 يوما. يسمى مهر في تقويم إيران الحالي. يبدأ ميزان (في علم التنجيم) عندما تكون الشمس في برج الميزان فلكيا.
شهر الميزان يوافق: من 23 سبتمبر إلى 22 أكتوبر في التقويم الميلادي غالباً.